# ضيعة الشريحين
ضيعة الشريحين إحدى حارات مدينة الرضائي بمحافظة إب، بلغ تعداد سكانها 33 نسمة حسب تعداد اليمن لعام 2004.